# Ternstroemia gracilifolia
Ternstroemia gracilifolia är en tvåhjärtbladig växtart som beskrevs av Oswald Schmidt. Ternstroemia gracilifolia ingår i släktet Ternstroemia och familjen Pentaphylacaceae. Inga underarter finns listade i Catalogue of Life.